# Potres v Turčiji in Siriji (2023)
6. februarja 2023 je močan in smrtonosen potres prizadel južno in osrednjo Turčijo ter severno in zahodno Sirijo. Gre za enega najmočnejših potresov v zgodovini Turčije in Sirije. Zgodil se je zahodno od mesta Gaziantep ob 04.17 TRT (01.17 UTC) in povzročil obsežno škodo in številne žrtve v jugovzhodni Turčiji in severozahodni Siriji. Z največjo Mercallijevo intenziteto IX (silovito) in magnitudo Mww 7,8 se kosa s potresom v Erzincanu leta 1939 kot najmočnejšim instrumentalno zabeleženim potresom, ki je v sodobnem času prizadel Turčijo, in najsmrtonosnejšim potresom po potresu v Izmitu leta 1999. Potresu je sledilo več kot 2100 popotresnih sunkov. Najmočnejši med njimi je imel magnitudo Mw 7,7. Zgodil se je 9 ur pozneje 4 km severo-severovzhodno od Elbistana v provinci Kahramanmaraş ob 13.24 TRT (10.24 UTC), prav tako z največjo Mercallijevo intenziteto IX. Seizmično zaporedje je bilo posledica plitvega zmičnega preloma. Do 13. februarja so poročali o več kot 37.300 žrtvah; več kot 31.600 v Tučiji in 5700 v Siriji. Reševalne napore je močno oviral zimski vihar, ki je zasnežil ruševine in prinesel zelo nizke temperature. Zaradi temperatur pod lediščem so preživeli, zlasti tisti, ki so ujeti pod ruševinami, zelo izpostavljeni tveganju za podhladitev. Škodo zaradi potresa ocenjujejo na 84,1 milijarde USD.

## Tektonika

### Geologija
Lokacija potresa ga umešča v bližino trojnega stičišča med Anatolsko, Arabsko in Afriško ploščo. Glede na mehanizem in lokacijo se je zgodil na vzhodnoanatolski prelomni coni ali mrtvomorski zmični meji. Vzhodnoanatolska prelomnica se prilagaja iztiskanju Turčije proti zahodu v Egejsko morje, mrtvomorska zmična meja pa se prilagaja gibanju Arabskega polotoka proti severu glede na Afriško in Evrazijsko ploščo.
Vzhodnoanatolska prelomnica je 700 km dolga levozmična meja med anatolsko in arabsko ploščo. Vidne stopnje zdrsa prelomnice se zmanjšujejo od vzhoda z 10 mm na leto proti zahodu, kjer znašajo 1–4 mm na leto. Prelomnica je povzročila močne potrese v letih 1789 (MW 7,2), 1795 (MW 7,0), 1872 (MW 7,2), 1874 (MW 7,1), 1875 (MW 6,7), 1893 (MW 7,1) in 2020 (MW 6,8). Ti potresi so pretrgali posamezne segmente prelomnice. Potresno aktivna segmenta Palu in Pütürge na vzhodu kažeta interval ponavljanja približno 150 let za potrese z magnitudo 6,8–7,0. Segmenta Pazarcık in Amanos na zahodu imata intervale ponavljanja 237–772 let oziroma 414–917 let za potrese z M 7,0–7,4.

### Seizmika
Območje, kjer so se zgodili potresi 6. februarja, je seizmološko razmeroma mirno. Od leta 1905 se je v območju 250 km od potresov 6. februarja zgodilo samo pet potresov z magnitudo 6 ali več. Največji od teh, z magnitudo 6,7, se je zgodil 24. januarja 2020 severovzhodno od potresa 6. februarja. Vsi ti potresi so se zgodili vzdolž ali v bližini vzhodnoanatolske prelomnice. Kljub seizmično razmeroma mirujočemu epicentralnemu območju potresa 6. februarja sta južna Turčija in severna Sirija v preteklosti doživeli močne in uničujoče potrese. Alep, drugo največje mesto v Siriji, je bil v zgodovini zaradi velikih potresov večkrat opustošen, čeprav je mogoče natančne lokacije in magnitude teh potresov le oceniti. Alep je leta 1138 prizadel potres z ocenjeno magnitudo 7,1 in leta 1822 potres z ocenjeno magnitudo 7,0. Število smrtnih žrtev potresa leta 1822 ocenjujejo na 20.000–60.000. Leta 1114 je mesto Maraš prizadel potres, v katerem je umrlo 40.000 ljudi. Večji potresi, ki so prizadeli Bližnji vzhod v letih 856, 1033 in 1754, so povzročili 200.000, 70.000 in 40.000 smrti. Model izvora, ki ga je izdelal USGS, je pokazal, da je potres z magnitudo Mww  7,8 povzročil rupturo dveh segmentov prelomnice v skupni dolžini skoraj 50 km in širini 30 km. Harold Tobin, direktor Seizmične mreže Pacifiškega Severozahoda, je dejal, da ima vzhodnoanatolska prelomnica dolgo seizmično zgodovino in je bila že prej znana kot seizmično nevarno območje.

## Potresi
Potres se je zgodil ob 01.17 UTC. Po oceni Ameriškega geološkega zavoda (USGS) je imel magnitudo 7,8 (Mw), po oceni GEOSCOPA pa Mw 8.0. Epicenter je bil 34 km zahodno od Gaziantepa v Gaziantepski provinci, ki je blizu meje s Sirijo. Sunek je imel žariščni mehanizem, ki je ustrezal plitvemu zmičnemu prelomu. Do preloma je prišlo bodisi na prelomnici s severozahodno-jugovzhodno navzgornjim zdrsom in severovzhodnim navzdolnjim zdrsom ali severozahodno-jugovzhodnim navzgornjim zdrsom s severozahodnim navzdolnjim zdrsom. USGS je ocenil, da je razpoka dolga ~190 km in široka ~25 km. To je eden najmočnejših potresov, ki so ga kadarkoli zabeležili v Turčiji, in je enak potresu v Erzincanu leta 1939. Morda ga presega le potres v Severni Anatolijo leta 1668, globalno pa je najmočnejši zabeleženi po avgustu 2021.

### Predpotresni in popotresni sunki
Predpotresni sunek magnitude mb  4,2 se je pojavil 3. februarja 5 km zahodno od Bahçeja, provinca Osmaniye.
Do 13. februarja je bilo zabeleženih več kot 2100 popotresnih sunkov. Približno 11 minut po glavnem sunku je sledil popotresni sunek z magnitudo Mww  6,7. Po podatkih Ameriškega geološkega zavoda (USGS) je v šestih urah po glavnem sunku sledilo 25 popotresnih sunkov magnitude Mw 4,0 ali več. V šestih urah po glavnem sunku je po podatkih USGS sledilo 25 popotresnih sunkov z Mw  4,0 ali več. Več kot 12 ur pozneje je USGS poročal o vsaj 54 popotresnih sunkih magnitude 4,3 ali več, turško Predsedništvo za ravnanje ob naravnih nesrečah in izrednih razmerah (AFAD) pa je zabeležilo vsaj 120 popotresnih sunkov. Znanstvenik Seizmološkega raziskovalnega centra v Avstraliji je dejal, da je mogoče nizkomagnitudne popotresne sunke pričakovati še kakšno leto. Popotresni sunki, ki lahko povzročijo močno tresenja, pa se lahko pojavi v dneh do tednih po glavnem sunku.
Drugi potres z močjo Mww 7,5 ali Mw 7,7 po podatkih GEOSCOPA je bil popotresni sunek prvega in je območje prizadel ob 10.24 UTC z epicentrom 4 km jugo-jugovzhodno od Ekinözüja v provinci Kahramanmaraş. Razpoka je vzdolž zdrsnega preloma z navzgornjim zdrsom v smeri vzhod-zahod in navzdolnjim zdrsom proti severu ali navzgornjim zdrsom v smeri sever-jug in navzdolnjim zdrsom proti vzhodu. USGS je dejal, da je potres morda povzročil prelom na ločeni prelomnici dolžine ~120 km in širine ~18 km.

## Škoda

### Turčija
Skupno se je v desetih provincah po vsej Turčiji zrušilo 6217 stavb. Številne so bile uničene v Adıyamanu in Diyarbakırju. V Diyarbakırju se je zrušil nakupovalni center. Guverner Osmanije je dejal, da se je v provinci zrušilo 34 stavb.
Približno 130 stavb se je zrušilo tudi v Malatyi. V provinci sta se delno porušila znana mošeja iz 13. stoletja in strop letališča Malatya. Antični grad Gaziantep je bil resno poškodovan. Po vsej regiji so izbruhnili požari.
V Adani sta se zrušili dve stanovanjski stavbi, ena od njiju je bila 17-nadstropna, pri čemer je umrlo najmanj deset ljudi.
V provinci Hatay je bila vzletno-pristajalna steza letališča Hatay razcepljena in dvignjena. Uničene so bile dve deželni bolnišnici in policijska postaja in eksplodiral je plinovod.

### Sirija
Opozicijska sirska civilna zaščita je razmere na severozahodu države označila za »katastrofalne«. Porušile so se številne stavbe in ljudje so ostali ujeti. Zrušitve so se zgodile v mestih Alep, Latakija in Hama. V Damasku je veliko ljudi zbežalo s svojih domov na ulice. V Siriji je številne stavba poškodovala že skoraj 12 let trajajoča državljanska vojna. Poškodovan je bil križarski grad Margat; zrušili so se del stolpa in deli obzidja. Prizadeta je bila tudi citadela v Alepu.

### Druge države
V Libanonu so se prebivalci prebudili iz spanja. Stavbe po državi so se tresle do 40 sekund. V Bejrutu so prebivalci zapustili svoje domove in ostali na ulicah ali se vozili v svojih vozilih, da bi pobegnili iz stavb. Na splošno je bila škoda v Libanonu omejena, prizadete so bile nekatere stavbe v mestih Minijeh, El Mina in Burdž Hamud. Vendar za zdaj ne poročajo o žrtvah.
Potres so čutili tudi do Cipra. Evropsko-mediteranski seizmološki center je sporočil, da so tresenje tresljajev čutili v Armeniji, Egiptu, Gruziji, Grčiji, Iraku, Izraelu, Jordaniji, Palestini in Romuniji. V Iraku je veliko prebivalcev ostalo na prostem, kjer so čakali na obvestilo, da se je varno vrniti na domove. Nekaj ur pozneje je prišlo do popotresnega sunka, zaradi česar so morali evakuirati stavbe. O smrtnih žrtvah ali poškodovanih ni poročil.

### Ocena izgub
Po mnenju profesorja geofizike na observatoriju Kandilli bi lahko bilo število smrtnih žrtev podobno potresu v İzmitu leta 1999, v katerem je umrlo 18.373 ljudi. Storitev PAGER ameriškega geološkega zavoda je ocenila 34-odstotno verjetnost gospodarskih izgub med 1 in 10 milijardami dolarjev. Služba je ocenila 47-odstotno verjetnost smrti med 1000 in 10.000 zaradi drugega potresa. Risklayer je ocenil število smrtnih žrtev med 9930 in 64.800 ter gospodarsko izgubo okoli 20 milijard USD.

## Geološki učinki =
V İskenderunu je prišlo do večjega zemeljskega plazu, zaradi česar je morje poplavilo mesto do 200 m globoko. Majhni valovi cunamija so bili zabeleženi ob obali Famaguste na Cipru, po podatkih Oddelka za geološke raziskave brez škode. Civilna zaščita Italije je izdala opozorilo, ki je bilo pozneje umaknjeno, o nevarnosti cunamijskih valov, ki bi lahko prizadeli obale Sicilije, Kalabrije in Apulije. Obalnim prebivalcem v omenjenih regijah so svetovali, naj se umaknejo v višje ležeče kraje in se ravnajo po navodilih lokalnih oblasti, državni železniški operater Trenitalia pa je na teh območjih začasno prekinil železniške storitve in jih pozneje isto jutro znova vzpostavil. Nacionalni raziskovalni inštitut za astronomijo in geofiziko v Egiptu je prav tako izdal opozorilo glede cunamija za vzhodno sredozemsko območje. Pozneje je bilo umaknjeno.

## Odziv

### Turčija
Predsednik Recep Tayyip Erdoğan je na Twitterju dejal, da so bile »iskalno-reševalne ekipe nemudoma poslane« na prizadeto območje. Notranji minister Süleyman Soylu je prebivalce opozoril, naj ne vstopajo v poškodovane stavbe. 7. februarja je v 10 prizadetih provincah razglasil 3-mesečne izredne razmere.
Narodna vlada je razglasila »alarm četre stopnje« glede poziva za mednarodno pomoč. V skladu s Predsedstvom za ravnanje ob naravnih nesrečah in izrednih razmerah je bilo v 10 prizadetih provinc poslanih več kot 10.000 reševalcev. Turške oborožene sile so za mobilizacijo iskalno-reševalnih ekip vzpostavile »zračni koridor«. Pri transportu so sodelovala številna letala, vključno z Airbusom A400M in letali C-130 Hercules. Na območja so bili odposlani tudi hrana, odeje in ekipe za psihološko pomoč. Turčija je poslala uradno zahtevo za pomoč Natu in drugim zaveznicam.
V uradni izjavi je minister za mladino in šport Mehmet Kasapoğlu dejal, da so nemudoma in do nadaljnjega obvestila prekinjena vsa državna prvenstva. Minister za državno izobraževanje Mahmut Özer je odredil zaprtje vseh šol v državi za en teden.
Urgentne službe v Turčiji so se nemudoma aktivirale pri iskanju ponesrečencev pod številnimi porušenimi stavbami. 6. februarja je bilo izpod ruševin v 10 provincah rešenih več kot 7800 ljudi. V Adani je bilo slišati kričanje ljudi izpod porušenih stavb.
Na prizadeta območja je bilo napotenih več kot 53.000 turških reševalcev. V provinco Osmanijo je prispelo nuditi pomoč 90 rudarjev iz Some. Več deset vozil in opremo je poslala tudi Mestna občina Izmir. Napore reševalcev in civilistov pri iskanju in reševanju so ovirale slabe vremenske razmere, vključno s snegom, dežjem in temperaturami pod lediščem. Reševalci in prostovoljci so pri reševanju nosili zimska oblačila.
Predsednik Erdoğan je po telefonu govoril z guvernerji in župani vseh prizadetih področij, razen province Hatay. V objavi na svoji Twitter strani je razglasil 7-dnevno narodno žalovanje.
Zaradi temperatur pod lediščem na prizadetih območjih tako v Turčiji kot v Siriji je župan Hataya Lütfü Savaş opozoril na tveganje za podhladitev. Več deset tisoč ljudi iz vse regije je ostalo brez doma in so noč preživeli v mrazu. V Turčji so ljudje, ki se pri teh nizkih temperaturah niso mogli vrniti domov, kot zatočišča uporabili mošeje. V mestu Gaziantep so se zatekli v nakupovalna središča, na stadione, v občinske domove in v mošeje. Uradniki načrtujejo odprtje hotelov v Antaliji za začasno nastanitev prizadetega prebivalstva.

### Sirija
Sirska občila so poročala o številnih porušenih stavbah v severnem Guvernerstvu Alepo ter o več porušenih v mestu Hama. V Damasku so iz domov na ulice pobegnili številni ljudje. Sirski nacionalni center za potrese je dejal, da je ta potres »najmočnejši zabeleženi potres« v zgodovini njegovega delovanja. Po poročanju državne tiskovne agencije SANA je predsednik Bašar Al Asad opravil nujni sestanek s kabinetom za organizacijo reševalnega načrta na najbolj prizadetih območjih.
Trpljenje povprečnih Sircev so močno poslabšale sankcije, uvedene zaradi sirske državljanske vojne, saj narodi in organizacije zaradi strahu pred sankcijami ne morejo nuditi neposredne pomoči. Predloženih je bilo več zahtev za odpravo ali prekinitev sankcij, da bi pomagali pri humanitarnih prizadevanjih po potresu. Sirska vlada je za mednarodno pomoč pozvala države članice Združenih narodov, Mednarodni odbor Rdečega križa in druge humanitarne organizacije.
Po ukazu predsednika Al Asada so bile v Alepo napotene vse ekipe civilne zaščite, gasilstva, javnega zdravja in javnega gradbeništva.

### Mednarodna humanitarna pomoč

#### Države
Voditelji številnih držav so izrekli sožalje. Več kot 60 držav je ponudilo praktično podporo in humanitarno pomoč. Združeno kraljestvo, Grčija, Romunija, Iran, Indija, Izrael, Moldavija, Pakistan, Portugalska, Slovenija, Švica, Armenija, Brazilija in Mehika so ponudili strokovnjake za reševanje, opremo in reševalne pse. Ruski obrambni minister Sergej Šojgu je ukazal pomoč pri reševanju ruskim silam v Siriji. Na tiskovni konferenci je turški predsednik Erdogan dejal, da je po telefonu Turčiji pomoč ponudilo več kot 18 voditeljev držav in predsednikov vlad.

#### Organizacije
Ahmed Abul Gejt, generalni sekretar Arabske lige, je pozval k mednarodni pomoči, da bi pomagali tistim, ki jih je prizadela »ta humanitarna katastrofa«. Josep Borrell, visoki predstavnik Evropske unije, in evropski komisar za krizno upravljanje Janez Lenarčič sta dejala, da bo v Turčijo napotenih deset reševalnih ekip iz različnih držav članic. Za zagotavljanje urgentnih kartografskih storitev je bil aktiviran tudi program Copernicus. Na zahtevo Turčije je bil aktiviran tudi Evropski mehanizem civilne zaščite, katerega članica je tudi Turčija. Tudi Jens Stoltenberg, generalni sekretar NATA, je dejal, da države mobilizirajo podporo.
Več agencij Združenih narodov je sporočilo, da usklajujejo odziv na katastrofo, med njimi UNDAC, OCHA, UNHCR, UNICEF in IOM. Hans Kluge, regionalni direktor Svetovne zdravstvene organizacije za Evropo, je povedal, da regionalni uradi organizacije sodelujejo pri mednarodnih naporih za transport zdravil in reševalne opreme.
Norveški svet za begunce, nevladna humanitarna organizacija, je sporočil, da bodo pomagali najbolj prizadetim v Siriji. Mednarodno skupnost so pozvali k takojšnji mobilizaciji finančnih virov za kolektivno zagotavljanje pomoči prizadetim v Siriji in južni Turčiji. Organizacija CARE Australia je sprožila urgentno akcijo za zagotavljanje hrane, bivališča, vode in drugih življenjsko potrebnih sredstev ljudem na območjih potresa. Akcijo zbiranja pomoči za pomoč Turčiji je sprožila tudi judovska organizacija World Jewish Relief. Finančna sredstva za Turčijo je prispevala Judovska federacija. Pozive za pomoč žrtvam je sprožilo tudi več turških mednarodnih humanitarnih organizacij, kot so AHBAP, Turški človekoljubni sklad in Turški rdeči križ (poleg drugih članic ICRC po svetu).
Sožalje je na svojem spletnem mestu izrekla Organizacija turških držav. Sožalje je izrekel tudi Moussa Faki, predsednik Komisije Afriške unije.